# Hypostomus
Genre
Hypostomus est un genre de poissons de l'ordre des Siluriformes (cet ordre, qui compte environ le quart des espèces de poissons d'eau douce, regroupe les nombreuses espèces de poissons-chats et de silures).
L'espèce type, Hypostomus plecostomus, décrite par Linné en 1758 vit dans le plateau des Guyanes mais son nom est massivement réutilisé par les aquariophiles pour désigner sans discernement toutes sortes d'Hypostominae. L'espèce de cette sous-famille la plus fréquente en aquariophilie est probablement Pterygoplichthys pardalis, qui possède 11 à 13 rayons dans la nageoire dorsale, quand les Hypostomus en possèdent 8 tout au plus. Plusieurs espèces d'Hypostomus sont connues pour faire des sons de stridulation grâce à leur épines pectorales.

## Synonymes
- Cochliodon Heckel in Kner, 1854
- Plecostomus Gronow in Walbaum, 1792

## Liste des espèces
- Hypostomus affinis (Steindachner, 1877)

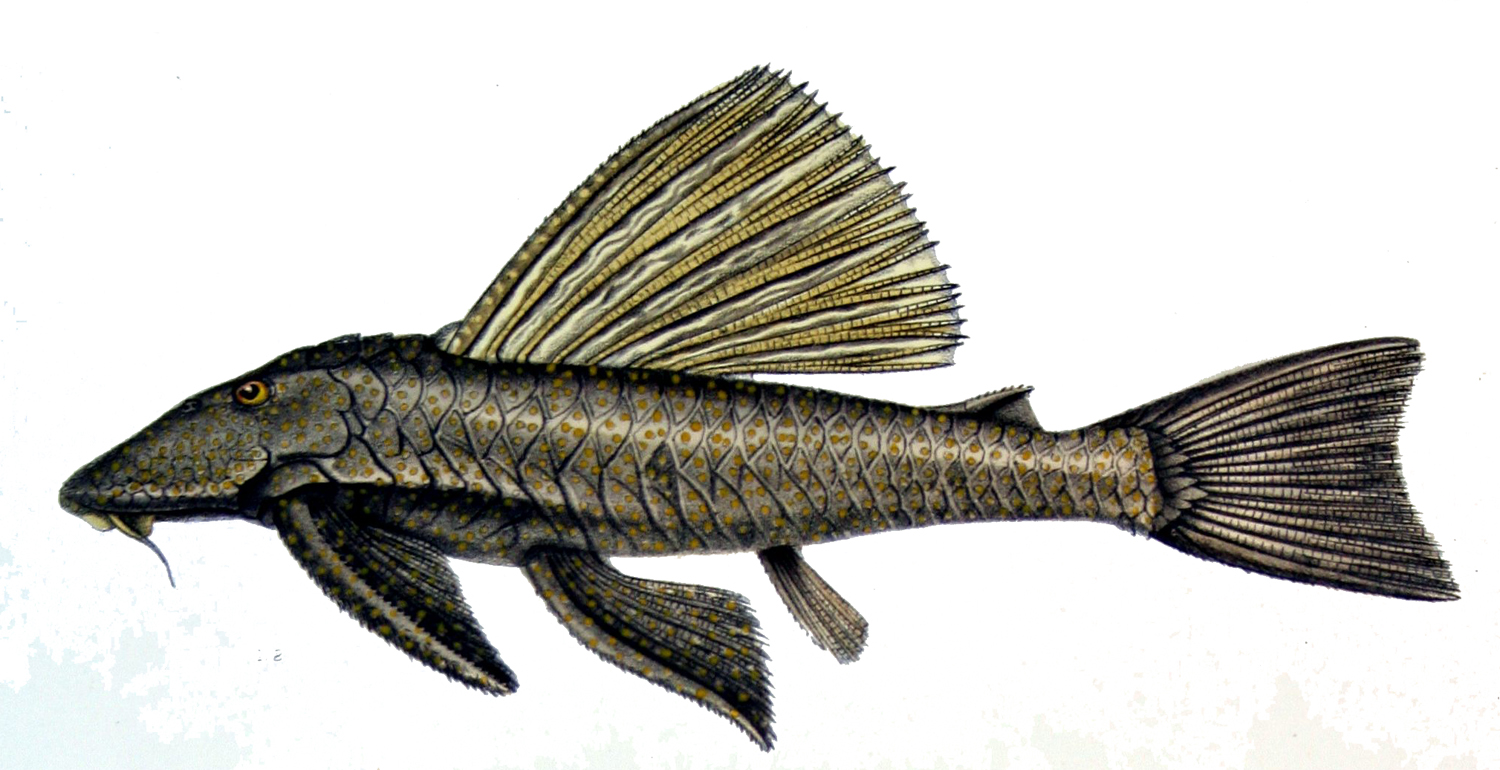
Hypostomus alatus.

- Hypostomus agna (Miranda Ribeiro, 1907)
- Hypostomus alatus Castelnau, 1855
- Hypostomus albopunctatus (Regan, 1908)
- Hypostomus ammophilus (Armbruster et Page, 1996)
- Hypostomus ancistroides (Ihering, 1911)
- Hypostomus angipinnatus (Leege, 1922)
- Hypostomus annae (Steindachner, 1881)
- Hypostomus argus (Fowler, 1943)
- Hypostomus asperatus Castelnau, 1855
- Hypostomus aspilogaster (Cope, 1894)
- Hypostomus atropinnis (Eigenmann et Eigenmann, 1890)
- Hypostomus auroguttatus Kner, 1854
- Hypostomus biseriatus (Cope, 1872)
- Hypostomus bolivianus (Pearson, 1924)
- Hypostomus borellii (Boulenger, 1897)
- Hypostomus boulengeri (Eigenmann et Kennedy, 1903)
- Hypostomus brevicauda (Günther, 1864)
- Hypostomus brevis (Nichols, 1919)
- Hypostomus butantanis (Ihering, 1911)
- Hypostomus carinatus (Steindachner, 1881)
- Hypostomus carvalhoi (Miranda Ribeiro, 1937)
- Hypostomus cochliodon Kner, 1854
- Hypostomus commersoni Valenciennes, 1836
- Hypostomus commersonoides (Marini, Nichols et La Monte, 1933)
- Hypostomus coppenamensis Boeseman, 1969
- Hypostomus corantijni Boeseman, 1968
- Hypostomus cordovae (Günther, 1880)
- Hypostomus crassicauda Boeseman, 1968
- Hypostomus derbyi (Haseman, 1911)
- Hypostomus dlouhyi Weber, 1985
- Hypostomus emarginata Valenciennes, 1840
- Hypostomus eptingi (Fowler, 1941)
- Hypostomus ericae Carvalho et Weber, 2005
- Hypostomus ericius Armbruster, 2003
- Hypostomus fluviatilis (Schubart, 1964)
- Hypostomus fonchii Weber et Montoya-Burgos, 2002
- Hypostomus francisci (Lütken, 1874)
- Hypostomus garmani (Regan, 1904)
- Hypostomus gomesi (Fowler, 1942)
- Hypostomus goyazensis (Regan, 1908)
- Hypostomus guacari Lacepède 1803
- Hypostomus gymnorhynchus (Norman, 1926)
- Hypostomus hemicochliodon Armbruster, 2003
- Hypostomus hemiurus (Eigenmann, 1912)
- Hypostomus hermanni (Ihering, 1905)
- Hypostomus hondae (Regan, 1912)
- Hypostomus hoplonites Rapp Py-Daniel, 1988
- Hypostomus horridus Kner, 1854
- Hypostomus iheringii (Regan, 1908)
- Hypostomus interruptus (Miranda Ribeiro, 1918)
- Hypostomus isbrueckeri Reis, Weber et Malabarba, 1990
- Hypostomus jaguribensis (Fowler, 1915)
- Hypostomus johnii (Steindachner, 1877)
- Hypostomus laplatae (Eigenmann, 1907)
- Hypostomus latifrons Weber, 1986
- Hypostomus latirostris (Regan, 1904)
- Hypostomus levis (Pearson, 1924)
- Hypostomus lexi (Ihering, 1911)
- Hypostomus lima (Lütken, 1874)
- Hypostomus limosus (Eigenmann et Eigenmann, 1888)
- Hypostomus longiradiatus (Holly, 1929)
- Hypostomus luetkeni (Steindachner, 1877)
- Hypostomus luteomaculatus (Devincenzi in Devincenzi et Teague, 1942)
- Hypostomus luteus (Godoy, 1980)
- Hypostomus macrophthalmus Boeseman, 1968
- Hypostomus macrops (Eigenmann et Eigenmann, 1888)
- Hypostomus margaritifer (Regan, 1908)
- Hypostomus meleagris (Marini, Nichols et La Monte, 1933)
- Hypostomus micromaculatus Boeseman, 1968
- Hypostomus microstomus Weber, 1987
- Hypostomus mutucae Knaack, 1999
- Hypostomus myersi (Gosline, 1947)
- Hypostomus nematopterus Isbrücker et Nijssen, 1984
- Hypostomus niceforoi (Fowler, 1943)
- Hypostomus nickeriensis Boeseman, 1969
- Hypostomus niger (Marini, Nichols et La Monte, 1933)
- Hypostomus nigromaculatus (Schubart, 1964)
- Hypostomus nudiventris (Fowler, 1941)
- Hypostomus obtusirostris (Steindachner, 1907)
- Hypostomus occidentalis Boeseman, 1968
- Hypostomus oculeus (Fowler, 1943)
- Hypostomus pagei Armbruster, 2003
- Hypostomus pantherinus Kner, 1854
- Hypostomus papariae (Fowler, 1941)
- Hypostomus paucimaculatus Boeseman, 1968
- Hypostomus paucipunctatus Carvalho et Weber, 2005
- Hypostomus paulinus (Ihering, 1905)
- Hypostomus peckoltoides Zawadzki, Weber et Pavanelli, 2010[4]
- Hypostomus phrixosoma (Fowler, 1940)
- Hypostomus piratatu Weber, 1986
- Hypostomus plecostomoides (Eigenmann, 1922)
- Hypostomus plecostomus (Linnaeus, 1758)
- Hypostomus pospisili (Schultz, 1944)
- Hypostomus pseudohemiurus Boeseman, 1968
- Hypostomus punctatus Valenciennes, 1840
- Hypostomus pusarum (Starks, 1913)
- Hypostomus pyrineusi (Miranda Ribeiro, 1920)
- Hypostomus rachowi
- Hypostomus regani (Ihering, 1905)
- Hypostomus robinii Valenciennes, 1840
- Hypostomus rondoni (Miranda Ribeiro, 1912)
- Hypostomus roseopunctatus Reis, Weber et Malabarba, 1990
- Hypostomus saramaccensis Boeseman, 1968
- Hypostomus scabriceps (Eigenmann et Eigenmann, 1888)
- Hypostomus scaphyceps (Nichols, 1919)
- Hypostomus scopularius (Cope, 1871)
- Hypostomus sculpodon Armbruster, 2003
- Hypostomus seminudus (Eigenmann et Eigenmann, 1888)
- Hypostomus simios Carvalho et Weber, 2005
- Hypostomus sipaliwinii Boeseman, 1968
- Hypostomus soniae Carvalho et Weber, 2005
- Hypostomus spinosissimus (Steindachner, 1880)
- Hypostomus squalinus Jardine et Schomburgk in Schomburgk, 1841
- Hypostomus strigaticeps (Regan, 1908)
- Hypostomus subcarinatus Castelnau, 1855
- Hypostomus surinamensis Boeseman, 1968
- Hypostomus tapanahoniensis Boeseman, 1969
- Hypostomus taphorni (Lilyestrom, 1984)
- Hypostomus tenuicauda (Steindachner, 1878)
- Hypostomus tenuis Boeseman, 1968
- Hypostomus ternetzi (Boulenger, 1895)
- Hypostomus tietensis (Ihering, 1905)
- Hypostomus topavae (Godoy, 1969)
- Hypostomus unae (Steindachner, 1878)
- Hypostomus unicolor (Steindachner, 1908)
- Hypostomus uruguayensis Reis, Weber et Malabarba, 1990
- Hypostomus vaillanti (Steindachner, 1877)
- Hypostomus variipictus (Ihering, 1911)
- Hypostomus varimaculosus (Fowler, 1945)
- Hypostomus variostictus (Miranda Ribeiro, 1912)
- Hypostomus ventromaculatus Boeseman, 1968
- Hypostomus vermicularis (Eigenmann et Eigenmann, 1888)
- Hypostomus villarsi (Lütken, 1874)
- Hypostomus virescens (Cope, 1874)
- Hypostomus waiampi Carvalho et Weber, 2005
- Hypostomus watwata Hancock, 1828
- Hypostomus winzi (Fowler, 1945)
- Hypostomus wuchereri (Günther, 1864)

En 2017, une nouvelle espèce a été décrite (Zootaxa) :
- Hypostomus velhochico Zawadzki, Oyakawa & Britski